# Roeland Wiesnekker
Roeland Wiesnekker (Bern, 25 november 1967) is een toneelspeler met een Nederlands en Zwitsers paspoort..

## Leven
De familie van Wiesnekker was muzikaal en hij heeft verschillende instrumenten uitgeprobeerd. 
Maar als grote bewonderaar van Charlie Chaplin was zijn grote wens om toneelspeler te worden. Op zijn 15e begon hij echter een opleiding als kok. Vervolgens ging hij werken in een ziekenhuis, maar vond al snel uit dat dit niet zijn roeping was. Daarna werkte hij in een gaarkeuken voor zwervers en verslaafden. In 1986 kwam hij uiteindelijk terecht bij de Schauspielakademie Zürich, de toneelschool van Zürich.
Eerste films: "Karl" (korte film, 1989), Eurocops (1991). Vanaf de zomer van 2003 heeft hij gespeeld in de Sitcom Lüthi und Blanc. 

## Prijzen en nominaties
- genomineerd voor Deutscher Nachwuchsschauspieler des Jahres, 1990
- Schweizer Filmpreis als Bester Hauptdarsteller (voor zijn hoofdrol Herbert Strähl in Strähl), 2005

## Bioscoopfilms (selectie)
- Marmorera (Regie: Markus Fischer), 2006
- Breakout (Regie: Mike Eschmann), 2006
- Strähl (Regie: Manuel Flurin Hendry), 2004
- Eden (Regie: Michael Hofmann), 2004
- Bad News (Kurzfilm) (Regie: Christian Roesch), 2004
- 666 - Trau keinem mit dem Du schläfst (Regie: Rainer Matsutani), 2002
- Stille Liebe (Regie: Christoph Schaub), 2001
- Komiker (Regie: Markus Imboden), 2000
- Katzendiebe (Regie: Markus Imboden), 1996
- Der Nebelläufer (Regie: Jörg Helbling), 1995

## televisiefilms (selectie)
- Der Prag-Krimi - Der kalte Tod (Regie: Nicolai Rohde), 2018
- Der Prag-Krimi - Wasserleiche (Regie: Nicolai Rohde), 2018
- Tarragona (Regie: Peter Keglevic), 2006
- Nebenwirkungen (Regie: Manuel Siebenmann), 2006
- Dr. Psycho (Regie: Ralf Huettner), 2006
- Der falsche Tod (Regie: Martin Eigler), 2006
- Blackout – Die Erinnerung ist tödlich (Regie: Peter Keglevic, Hans Günter Bücking), 2005
- Tatort – Schneetreiben (Regie: Tobias Ineichen), 2005
- Schwabenkinder (Regie: Jo Baier), 2003
- Königskinder (Regie: Isabel Kleefeld), 2002
- Füür oder Flamme (Regie: Markus Fischer), 2002
- Dilemma (Regie: Tobias Ineichen), 2002
- Hat er Arbeit?  (Kai Wessel), 2000
- Wolfsheim (Regie: Nicole Weegmann), 2000
- Erhöhte Waldbrandgefahr (Regie: Matthias Zschokke), 1996

## Theaterrollen (selectie)
- Clockwork Orange (Regie: Michel Schröder), Fabriktheater Zürich, 2004
- Nur noch heute (Regie: Barbara David Brüesch), Theater Gessnerallee Zürich ond Sophiensäle Berlin, 2004
- Heinrich IV (Regie: Stefan Pucher), Schauspielhaus Zürich, 2002